# Marco Aurélio Barbosa
Marco Aurélio Barbosa (São Paulo, 25 de julho de 1977) é um ex-futebolista brasileiro que atuava como lateral direito ou meia.

## Carreira
Entre 2002 e 2003, atuou pelo Guarani, onde se destacou.
Chegou ao Santos em 2004, onde fez um bom primeiro semestre mas virou coadjuvante do time Campeão Brasileiro daquele ano.
Em 2011, foi contratado pelo Juventus para a disputa da Série A3 do Campeonato Paulista.
Em 2016, ajudou a Escola de Samba Vai-Vai a montar um time de futebol profissional.

## Títulos
Santos
- Campeonato Brasileiro: 2004[7]